# Nemopistha imperatrix
Nemopistha imperatrix là một loài côn trùng trong họ Nemopteridae thuộc bộ Neuroptera. Loài này được Westwood miêu tả năm 1867.